# Five Nights at Freddy's 2 (film)
Five Nights at Freddy's 2 is een aankomende Amerikaanse bovennatuurlijke horrorfilm geregisseerd door Emma Tammi. De film is gebaseerd op de computerspelserie Five Nights at Freddy's van Scott Cawthon en is een vervolg op de film Five Nights at Freddy's uit 2023.

## Verhaal
De film volgt Mike en zijn jongere zusje Abby na de gebeurtenissen uit de eerste film.

## Rolverdeling
| acteur          | personage      |
| --------------- | -------------- |
| Josh Hutcherson | Mike Schmidt   |
| Elizabeth Lail  | Vanessa Shelly |
| Piper Rubio     | Abby Schmidt   |
| Matthew Lillard | William Afton  |
| Skeet Ulrich    | Henry Emily    |
| Wayne Knight    | n.n.b.         |
| Mckenna Grace   | n.n.b.         |
| Teo Briones     | n.n.b.         |

## Achtergrond
De film werd net als het eerste deel geregisseerd door Emma Tammi en geproduceerd door Scott Cawthon en Jason Blum namens productiebedrijven Scott Cawhton Productions en Blumhouse Productions. Cawhton was daarnaast verantwoordelijk voor het schrijven van het scenario van de film, dat gebaseerd is op zijn computerspelserie Five Nights at Freddy's. De opnames van de film gingen in november 2024 van start en werden in februari 2025 afgerond. Acteurs Josh Hutcherson, Elizabeth Lail, Piper Rubio en Matthew Lillard hernemen hunnen hoofdrollen uit de eerste film. Andere hoofdrollen in de film zijn weggelegd voor onder anderen Wayne Knight, Mckenna Grace en Teo Briones.

## Release
Op 3 april 2025 werd de eerste teaser trailer van de film uitgebracht, deze werd op 24 juli 2025 opgevolgd door een volledige trailer. Five Nights at Freddy's 2 staat gepland om door distributeur Universal Pictures op 4 december 2025 in de Nederlandse bioscopen uitgebracht te worden. Een dag later, op 5 december 2025, staat de film gepland in de Verenigde Staten uitgebracht te worden.